# フォルクスワーゲン・W12
フォルクスワーゲン・W12は、ドイツの自動車メーカーフォルクスワーゲンが1997年から2001年にかけて発表した一連のコンセプトカー群を指す。
ボディはいずれも共通で、デザインはイタルデザイン・ジウジアーロが担当。プロトタイプレーシングカーのようなエクステリアを持ち、ガルウィングドアが装備される。

## W12 シンクロ

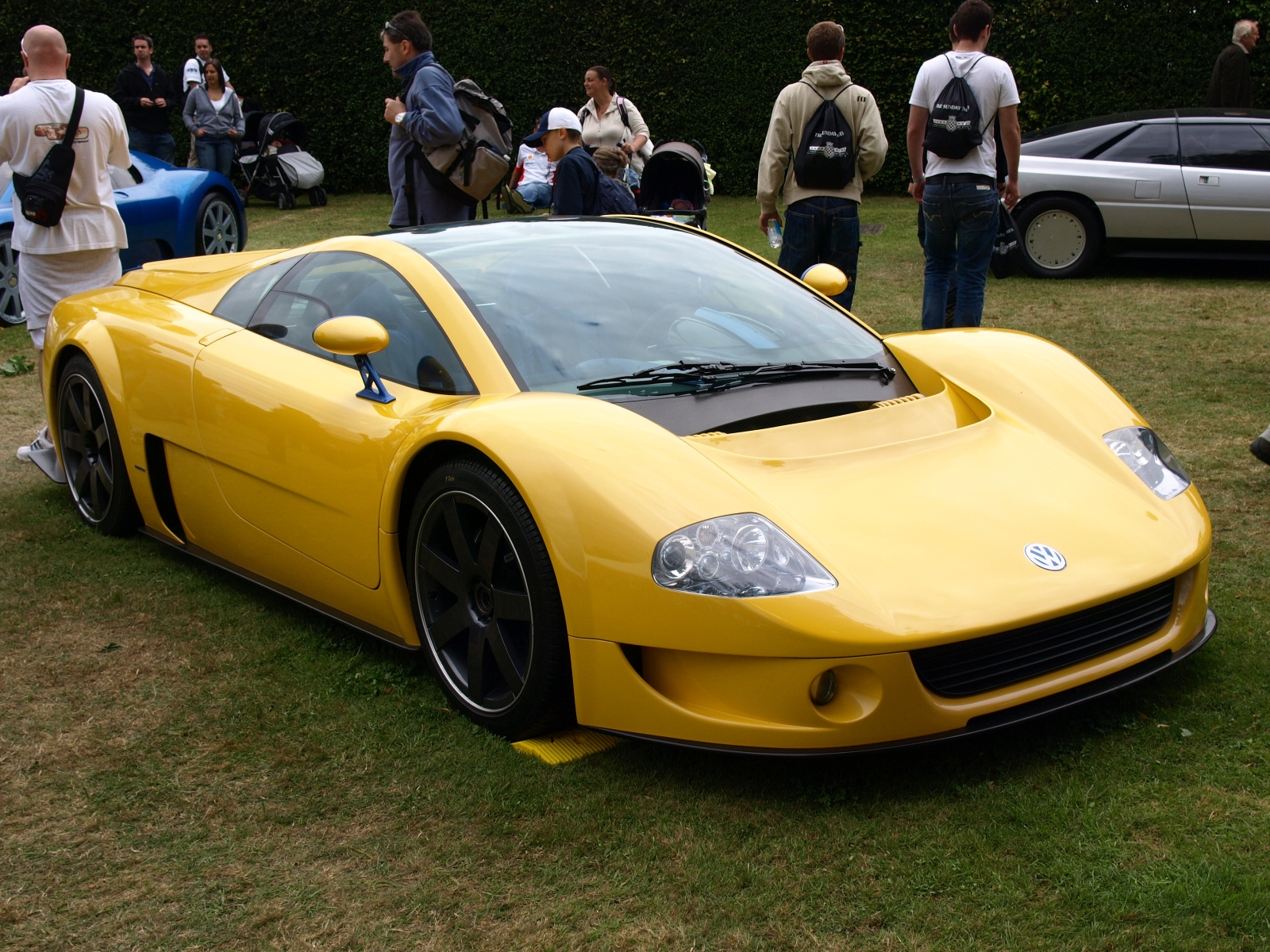
W12 シンクロ

1997年の東京モーターショーで発表された初のモデル。W型12気筒5,600ccエンジンを搭載し、シンクロ四輪駆動システムを備えていた。

## W12 ロードスター
1998年のジュネーブ・モーターショーで発表されたモデル。前年のシンクロをベースにオープンカー仕様となった。エンジンはシンクロと同様だが、四輪駆動システムを撤去し後輪駆動となった。

## W12 ナルド

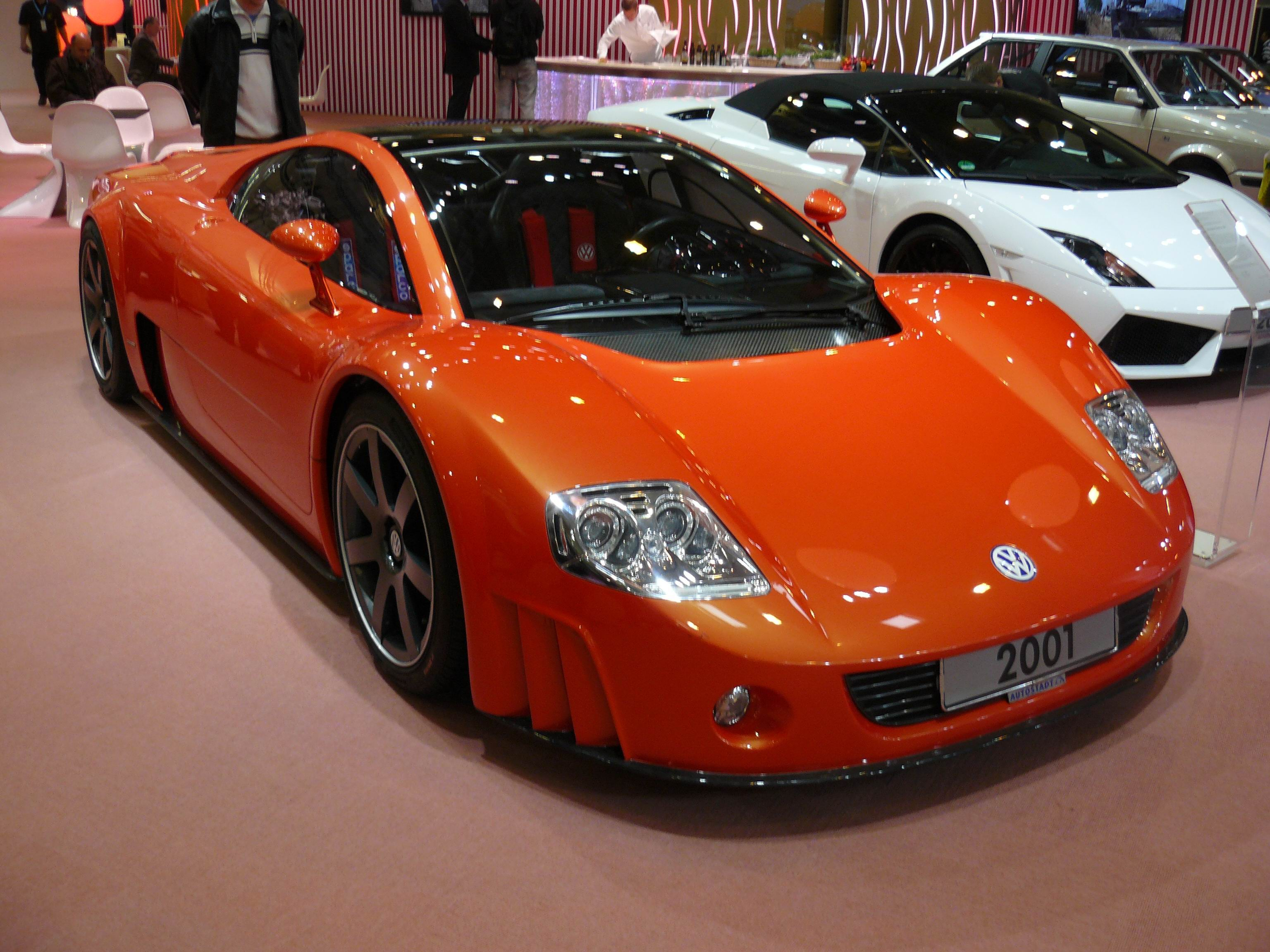
W12 ナルド

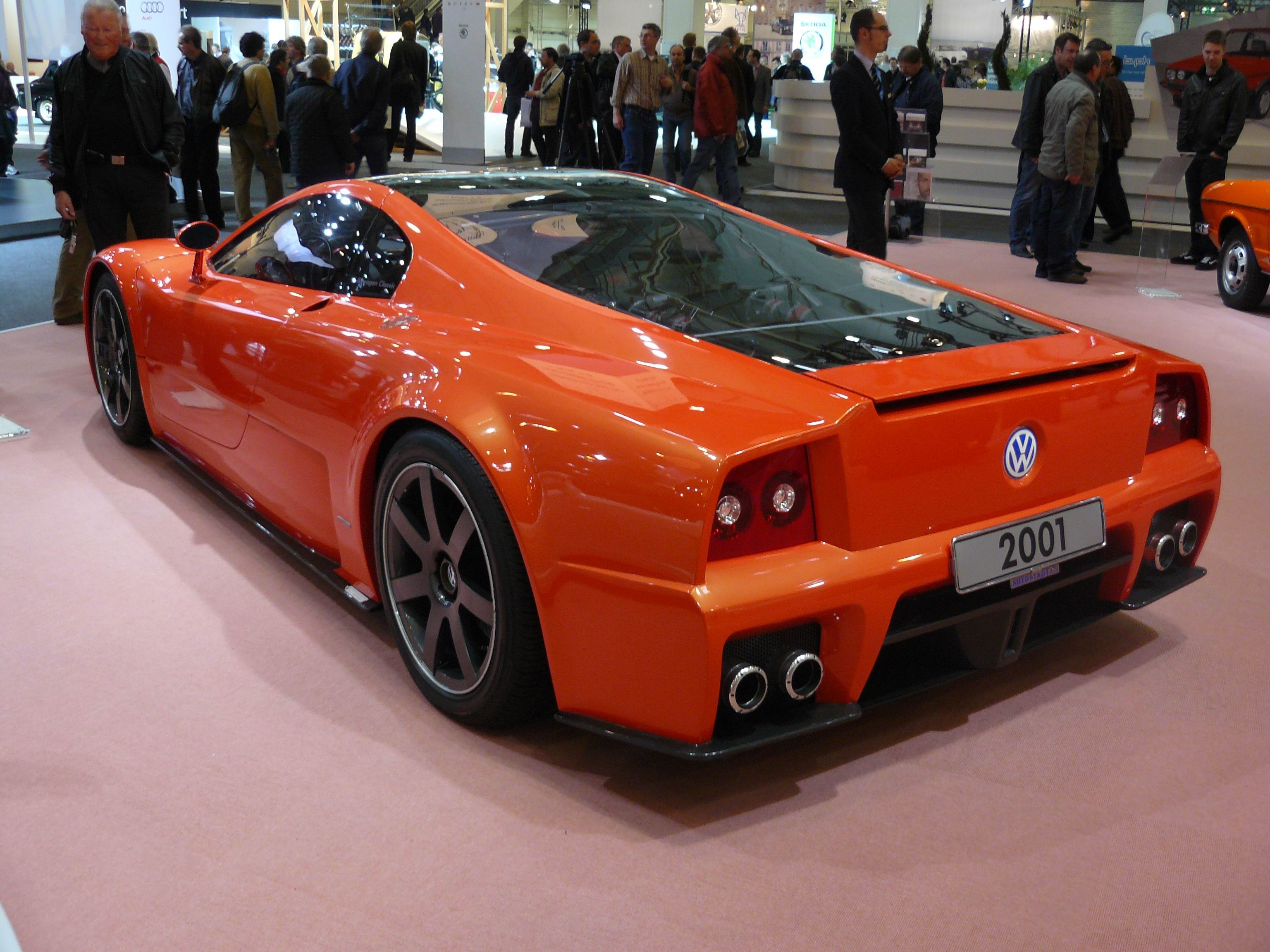
リアビュー

2001年の第35回東京モーターショーで発表されたモデル。搭載されるエンジンはW型12気筒5,998ccで、600PS/7,000rpm、63.27kgm/5,800rpmを発揮し、これをミッドシップに搭載する。駆動方式は後輪駆動である。
モーターショー直前、イタリアのナルド・サーキットにて高速耐久テストを行い、24時間平均時速322.89km/hなど6つの世界新記録、12のクラス新記録を打ち立てた。最高速度は350km/hに達する。
市販化はされていないが、後に販売されたフェートンにエンジンが受け継がれた。また、レースゲーム『グランツーリスモ4』『アスファルト9』に本車が収録されている。